# Revigliasco d’Asti
Revigliasco d’Asti ist eine Gemeinde in der italienischen Provinz Asti (AT), Region Piemont.

## Lage und Einwohner
Revigliasco d’Asti liegt 9 km vom zentrum der Provinzhauptstadt Asti entfernt. Das Gemeindegebiet umfasst eine Fläche von acht km² und hat 725 Einwohner (Stand 31. Dezember 2023). Zu den Ortsteilen (Frazioni) gehören Bricco Novara, Castellero, Valle Mongogno, Bricco Manina und Salairolo. 
Die Nachbargemeinden sind Antignano, Asti, Celle Enomondo und Isola d’Asti.

## Gemeindepartnerschaft
- Garons, seit 2000

## Kulinarische Spezialitäten
Bei Revigliasco d’Asti werden Reben der Sorte Barbera für den Barbera d’Asti, einen Rotwein mit DOCG-Status, sowie den Barbera del Monferrato angebaut.